# Village Vanguard
Village Vanguard is een beroemde jazzclub in de wijk Greenwich Village in New York.
Onder meer Miles Davis, Duke Ellington, Barbra Streisand, Rita Reys, Bill Evans, Sonny Rollins en John Coltrane traden er op. De club werd opgericht door Max Gordon en wordt sinds zijn overlijden in 1989 geëxploiteerd door diens weduwe Lorraine Gordon.